# Justin Cénac-Moncaut
Pour les articles homonymes, voir Cénac.
 (juin 2023).
Si vous disposez d'ouvrages ou d'articles de référence ou si vous connaissez des sites web de qualité traitant du thème abordé ici, merci de compléter l'article en donnant les références utiles à sa vérifiabilité et en les liant à la section « Notes et références ».
Justin Édouard Mathieu Cénac-Moncaut, né le 1er mars 1814 à Saint-Élix (Gers) et mort le 21 février 1871, est un écrivain et érudit français, auteur d'ouvrages sur la Gascogne et les Pyrénées.

## Biographie
Maire de Saint-Élix (Gers), il est élu au conseil général du Gers pour le canton de Mirande.
Il est l'auteur d'un nombre considérable d'ouvrages, dont des « romans historiques et méridionaux », réunis sous le titre Aquitaine et Languedoc ; d'études historiques, géographiques, philologiques, la plupart étant fortement mises en cause dès leur parution pour leur manque d'assises véritablement scientifiques ; des publications de contes, dans un style ampoulé et moralisateur ; d'essais politiques : partisan d'idées libérales avant la révolution de février, il écrit des pamphlets anti-démocrates après la proclamation de la République. Ses ouvrages sont généralement signés simplement Cénac-Moncaut, plus rarement avec ses prénoms, et parfois Édouard Féal Cénac-Moncaut.

## Œuvres
- La Courtisane et le Martyr, par Édouard Féal Cénac-Moncaut, 1837
- La vierge des bois, J.-B. Paya, 1838
- Des Bases de l'instruction secondaire, 1844
- L'Ultrascientifisme, ou l'Église romaine et la société moderne, considérées d'un point de vue autre que celui de M. Quinet, 1845
- Introduction à la politique rationnelle, ou Théorie du gouvernement représentatif, avec un appendice sur les devoirs de l'homme, 1847
- Éléments d'économie sociale, avec un appendice sur la question des subsistances, 1847
- Éléments d'économie sociale et d'organisation du travail, 2e édition, 1848
- Aquitaine et Languedoc, ou Histoire pittoresque de la Gaule méridionale[3], 1848
- Fortun-Peda, ou les Aventures d'un grand agitateur, 2e édition, 1848
- L'Église romaine et la liberté, ou Introduction historique à l'avènement de Pie IX, 1848
- Adélaïde de Montfort, ou la Guerre des Albigeois, roman historique, 1849 (inspiré par le personnage historique Alix de Montmorency, épouse de Simon de Montfort)
- Avant et pendant, comédies politiques en vers et imitées de Molière, 1850
- L'Échelle de Satan, 1851
- Raymond de Saint-Gilles, ou les Croisades, 1852
- Elvire, 1853
- Voyage archéologique et historique dans l'ancien comté de Bigorre, 1856
- Voyage archéologique et historique dans l'ancienne vicomté de Béarn, 1856
- Voyage archéologique et historique dans les anciens comtés d'Astarac et de Pardiac, suivi d'un Essai sur la langue et la littérature gasconne, 1856
- L'Europe et l'Orient, poëme en six chants, 1857
- Voyage archéologique et historique dans l'ancien royaume de Navarre, 1857
- Missions scientifiques et littéraires. Rapport adressé à... M. le ministre de l'Instruction publique... sur une mission scientifique en Espagne par Justin-Édouard-Mathieu Cénac-Moncaut et Missions scientifiques et littéraires, 1858
- Jérôme Lafriche, ou le Paysan gentilhomme, 1859
- ''Marguerite, histoire du temps de saint Louis, 1860
- Medella, ou la Gaule chrétienne, IIIe siècle, 1860
- La France et l'Europe latine, le pape et l'Italie, questions de droit supérieur, 1860
- Le Congrès des brochures, ou le Droit ancien et le droit nouveau,1860
- Contes populaires de la Gascogne, 1861
- Du Conte populaire en Gascogne, 1861
- Percement des Pyrénées. Chemins de fer et routes internationales en cours d'exécution, richesses naturelles... industrie... commerce... , 1861
- Histoire de l'amour dans l'antiquité, chez les Hébreux, les Orientaux, les Grecs et les Romains, 1862
- Nouvelles Appréhensions au sujet du chemin de fer d'Agen à Tarbes, 1863
- Dérivation des eaux de la Neste, principes de droit soulevés par cette question, 1864
- Des Chemins de grande communication et d'intérêt commun dans le canton de Mirande, 1864
- Les Richesses des Pyrénées françaises et espagnoles, ce qu'elles furent, ce qu'elles sont, ce qu'elles peuvent être..., 1864
- Les Chrétiens, ou la Chute de Rome, poëme en douze chants, 1865
- Le Colporteur des Pyrénées, ou les Aventures de Pierre Ardisan..., 1866
- Histoire des chanteurs et des artistes ambulants, lu à la séance de l'Institut historique du mois d'avril 1865 par Justin-Édouard-Mathieu Cénac-Moncaut, 1866
- Histoire du caractère et de l'esprit français depuis les temps les plus reculés jusqu'à la Renaissance, 1867
- Littérature populaire de la Gascogne... Contes, mystères, chansons historiques, satiriques, sentimentales, rondeaux recueillis dans l'Astarac, le Pardiac, le Béarn et le Bigorre. Texte patois, avec la traduction en regard et la musique des principaux chants, 1868
- Les Jardins du Roman de la Rose, comparés avec ceux des Romains et ceux du moyen âge 1869
- Lettre à M. Paul Meyer,... sur l'auteur de la Chanson de la croisade albigeoise en particulier, et sur certains procédés de critique en général, 1869
- Lettres à MM. Gaston Paris et Barry sur les Celtes et les Germains, les chants historiques basques et les inscriptions vasconnes des Convenae..., 1869
- Dictionnaire gascon-français, dialecte du département du Gers, suivi d'un abrégé de grammaire gasconne[4],[5], Slatkine Reprints, 1971
- Voyage archéologique et historique dans l'ancien comté de Comminges et dans celui des Quatre-Vallées, Res Universis, 1993
- Les comtés d'Astarac et de Pardiac, C. Lacour, 1994